# Chester
|  | Per a altres significats, vegeu «Chester (desambiguació)». |

Chester (pronunciat /ˈtʃɛstər/, en gal·lès Caer) és un municipi del Regne Unit, que pertany al comtat de Cheshire, al nord-oest d'Anglaterra, i és també la capital del comtat. Està a la frontera amb el país de Gal·les. Al nord hi ha Liverpool i, a l'oest, Wrexham. Hi passa el riu Dee. Està envoltada per antigues muralles romanes i medievals.

## Geografia
Chester està sobre una zona de pedra de gres que es va formar durant el Triàsic que s'eleva fins a 42 metres a la corba natural que feia el riu Dee quan inicia el seu estuari, abans que els curs d'aquest riu fos alterat al segle xviii. La roca mare forma el que es coneix com a pedra de còdols de Chester, un tipus de roca formada per l'aglomeració de còdols comprimits en estrats. En retirar-se el gel de l'època glacial, gran quantitat de sorra i marga van ocupar els llocs on no hi havia roca.

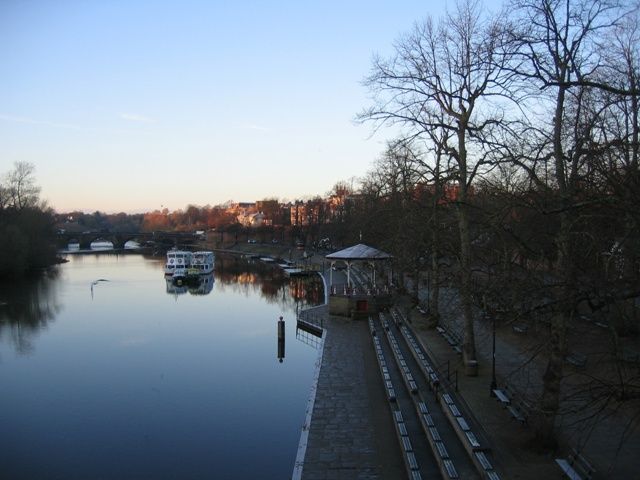
Un passeig a la vora del Dee.

L'àrea nord i est de Chester són boscos i bruguerar, mentre que l'àrea oest vers l'estuari hi ha la zona habitada i els aiguamolls.

## Clima
Chester té un clima oceànic i malgrat la proximitat a la mar d'Irlanda les temperatures són semblants a les d'altres zones terra endins. La serralada dels Penins li confereix protecció dels freds vents del nord-est, mentre que al sud-oest la protecció li ve donada per les muntanyes de Gal·les. L'estació meteorològica més propera és la de l'Aeroport de Hawarden, situat a uns 6,4 km a l'oest.

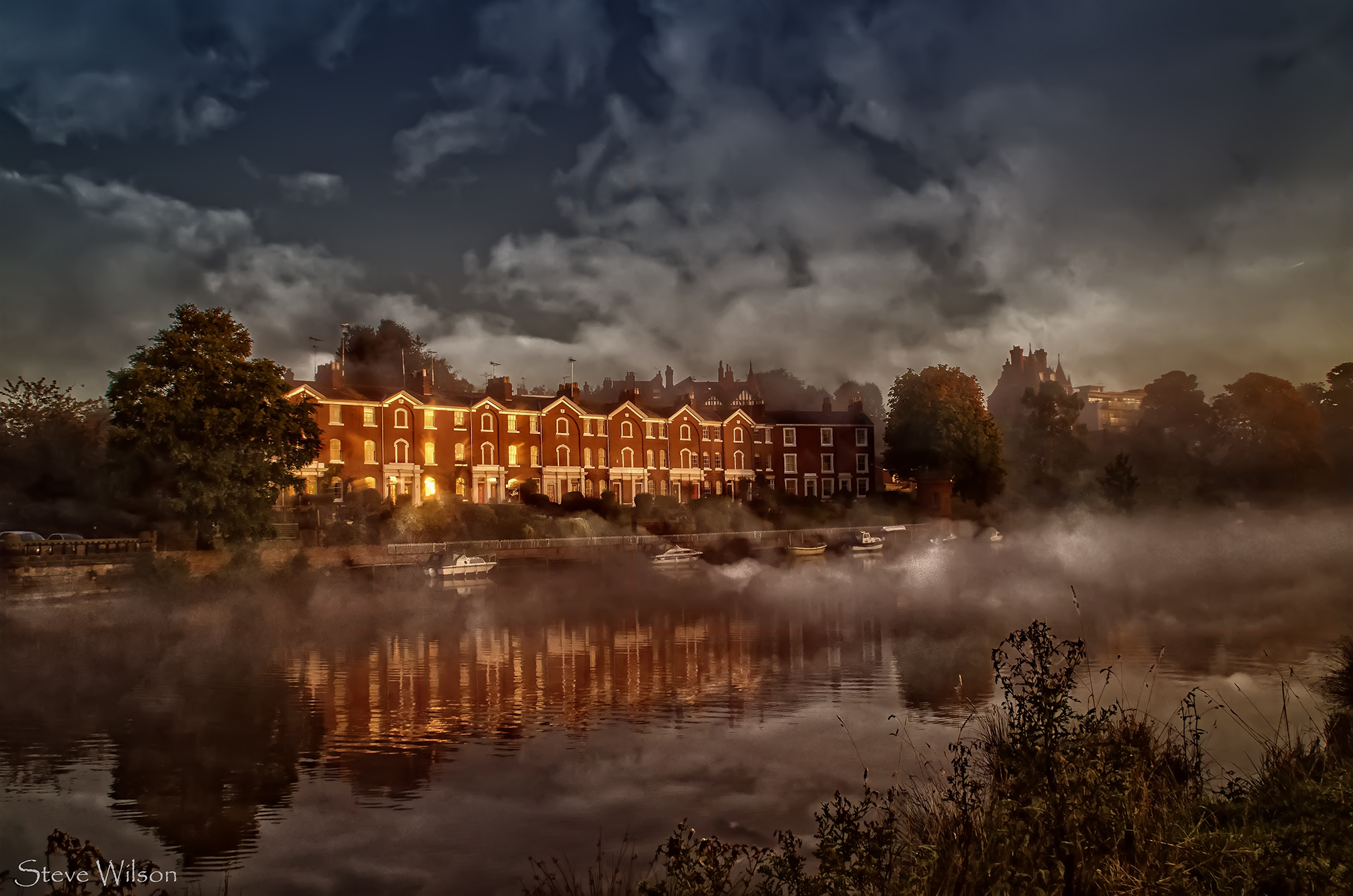
Un capvespre ennuvolat

La temperatura màxima enregistrada és de 35,2 °C durant l'agost del 1990 (i també la temperatura màxima a tota Gal·les). Pel que fa a les temperatures mitjanes, el dia més calorós de l'any acostuma a marcar 29,3 °C, i durant 12 dies l'any s'arriba a una temperatura de 25,1 °C o superior. Si es donen les condicions oportunes de brisa, es produeix l'efecte Föhn, que fa que les temperatures locals siguin una mica superiors que a l'àrea de la rodalia.
La temperatura mínima enregistrada és de −18,2 °C durant el gener del 1982. Anualment es donen una mitjana de 35,5 dies de gebrada.
Les precipitacions anuals arriben escassament als 700 mm a causa de l'efecte cortina que produeixen les muntanyes de Gal·les. Acostumen a haver 131,6 dies a l'any amb registre de precipitació d'1mm. Totes les dades esmentades es refereixen al període 1971-2000.
| Dades climàtiques a aeroport Chester/Hawarden, elevació 5m, 1971–2000 | Dades climàtiques a aeroport Chester/Hawarden, elevació 5m, 1971–2000 | Dades climàtiques a aeroport Chester/Hawarden, elevació 5m, 1971–2000 | Dades climàtiques a aeroport Chester/Hawarden, elevació 5m, 1971–2000 | Dades climàtiques a aeroport Chester/Hawarden, elevació 5m, 1971–2000 | Dades climàtiques a aeroport Chester/Hawarden, elevació 5m, 1971–2000 | Dades climàtiques a aeroport Chester/Hawarden, elevació 5m, 1971–2000 | Dades climàtiques a aeroport Chester/Hawarden, elevació 5m, 1971–2000 | Dades climàtiques a aeroport Chester/Hawarden, elevació 5m, 1971–2000 | Dades climàtiques a aeroport Chester/Hawarden, elevació 5m, 1971–2000 | Dades climàtiques a aeroport Chester/Hawarden, elevació 5m, 1971–2000 | Dades climàtiques a aeroport Chester/Hawarden, elevació 5m, 1971–2000 | Dades climàtiques a aeroport Chester/Hawarden, elevació 5m, 1971–2000 | Dades climàtiques a aeroport Chester/Hawarden, elevació 5m, 1971–2000 |
| Mes                                                                   | gen                                                                   | febr                                                                  | març                                                                  | abr                                                                   | maig                                                                  | juny                                                                  | jul                                                                   | ag                                                                    | set                                                                   | oct                                                                   | nov                                                                   | des                                                                   | anual                                                                 |
| --------------------------------------------------------------------- | --------------------------------------------------------------------- | --------------------------------------------------------------------- | --------------------------------------------------------------------- | --------------------------------------------------------------------- | --------------------------------------------------------------------- | --------------------------------------------------------------------- | --------------------------------------------------------------------- | --------------------------------------------------------------------- | --------------------------------------------------------------------- | --------------------------------------------------------------------- | --------------------------------------------------------------------- | --------------------------------------------------------------------- | --------------------------------------------------------------------- |
| Màxima rècord °C (°F)                                                 | 16.0 (60.8)                                                           | 17.1 (62.8)                                                           | 22.2 (72)                                                             | 25.8 (78.4)                                                           | 27.8 (82)                                                             | 32.2 (90)                                                             | 33.1 (91.6)                                                           | 35.2 (95.4)                                                           | 29.4 (84.9)                                                           | 28.2 (82.8)                                                           | 19.6 (67.3)                                                           | 16.3 (61.3)                                                           | 35.2 (95.4)                                                           |
| Màxima mitjana °C (°F)                                                | 7.5 (45.5)                                                            | 8.0 (46.4)                                                            | 10.4 (50.7)                                                           | 12.9 (55.2)                                                           | 16.6 (61.9)                                                           | 18.9 (66)                                                             | 21.4 (70.5)                                                           | 20.9 (69.6)                                                           | 18.0 (64.4)                                                           | 14.2 (57.6)                                                           | 10.2 (50.4)                                                           | 8.2 (46.8)                                                            | 13.93 (57.08)                                                         |
| Mínima mitjana °C (°F)                                                | 1.6 (34.9)                                                            | 1.8 (35.2)                                                            | 3.5 (38.3)                                                            | 4.6 (40.3)                                                            | 7.1 (44.8)                                                            | 10.2 (50.4)                                                           | 12.4 (54.3)                                                           | 12.1 (53.8)                                                           | 10.0 (50)                                                             | 7.2 (45)                                                              | 4.2 (39.6)                                                            | 2.4 (36.3)                                                            | 6.43 (43.58)                                                          |
| Mínima rècord °C (°F)                                                 | −18.2 (−0.8)                                                          | −11.2 (11.8)                                                          | −11.8 (10.8)                                                          | −3.9 (25)                                                             | −1.6 (29.1)                                                           | −0.3 (31.5)                                                           | 3.5 (38.3)                                                            | 2.2 (36)                                                              | −0.1 (31.8)                                                           | −3.8 (25.2)                                                           | −9.9 (14.2)                                                           | −17.2 (1)                                                             | −18.2 (−0.8)                                                          |
| Precipitació mitjana mm (polzades)                                    | 61.00 (2.4016)                                                        | 47.38 (1.8654)                                                        | 52.33 (2.0602)                                                        | 46.76 (1.8409)                                                        | 50.35 (1.9823)                                                        | 57.74 (2.2732)                                                        | 44.57 (1.7547)                                                        | 57.89 (2.2791)                                                        | 64.48 (2.5386)                                                        | 72.34 (2.848)                                                         | 75.68 (2.9795)                                                        | 72.98 (2.8732)                                                        | 703.52 (27.6976)                                                      |
|                                                                       |                                                                       |                                                                       |                                                                       |                                                                       |                                                                       |                                                                       |                                                                       |                                                                       |                                                                       |                                                                       |                                                                       |                                                                       |                                                                       |

## Administració
Està dividida en disset barris: Bache, Blacon, Boughton, Curzon Park, Great Boughton, Handbridge, Hoole, Huntington, Kingsway, Lache, Newton, Newtown, Queens Park, Saltney, Upton, Vicars Cross, Westminster Park.
Fora de la ciutat hi ha cinc àrees amb nuclis de població: Saughall, Mollington, Christleton, Tarvin i Mickle Trafford.

## Història

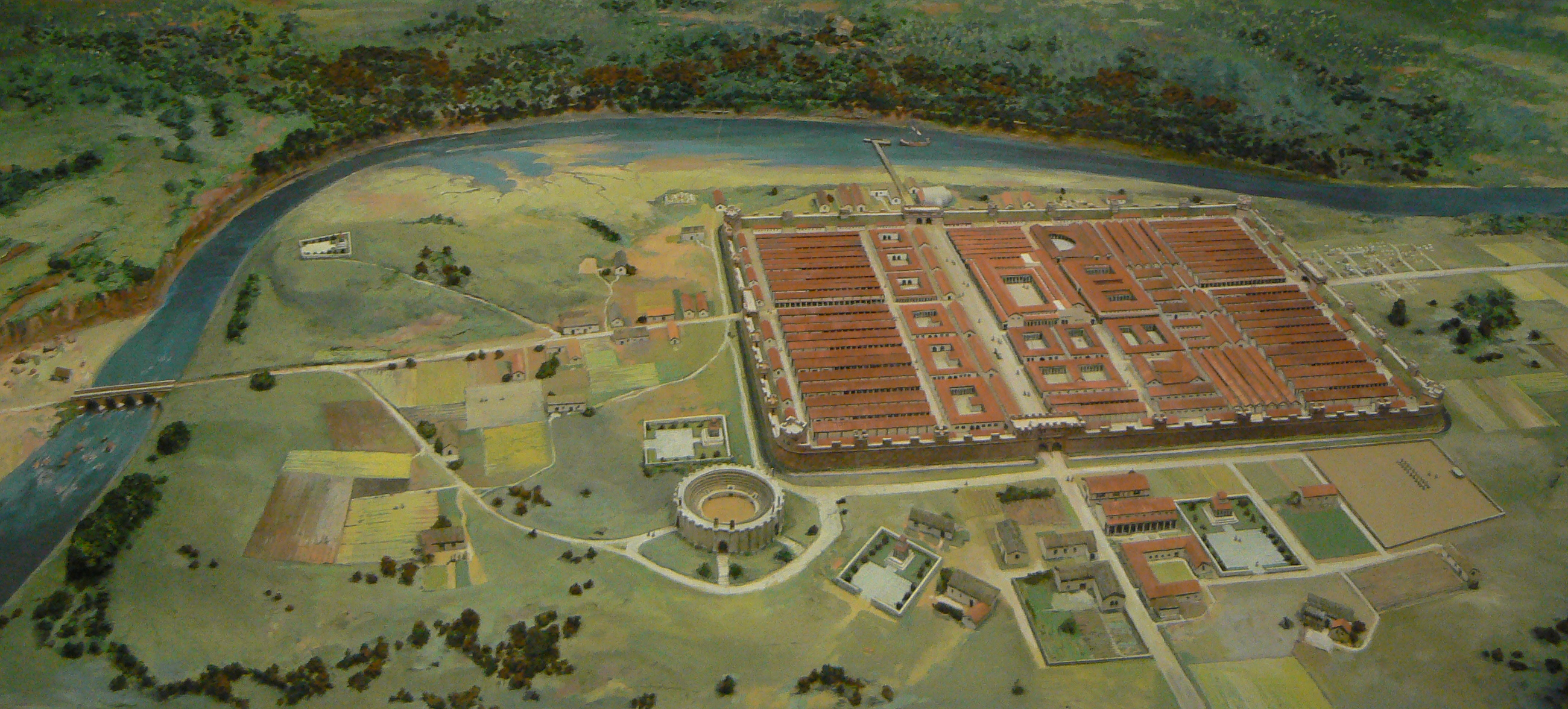
Aspecte que devia tenir la Deva Victrix.

L'any 79 els romans van establir un campament militar en el lloc on ara és Chester, que era un territori habitat pels celtes cornovii. El van anomenar Deva Victrix Castra, i els serviria de base per a l'expansió cap al nord. La paraula Deva podria ser una variant del nom del riu Dee; Victrix ve del nom de la legió que la va fundar, la Legio XX Valeria Victrix, i el nom actual Chester, deriva de la paraula llatina Castra, que vol dir «campament». La fortificació era un 20% més gran que altres fetes pels romans a Britànnia. Hi havia un amfiteatre amb capacitat per acollir entre 8.000 o 10.000 espectadors i un aedes excavat a la roca, dedicat a Minerva. La seguretat d'aquesta fortificació va atreure famílies de mercaders i artesans que s'hi van establir i van continuar residint després de l'abandonament del lloc pels romans.
Després la ciutat va passar a formar part del Regne de Powys, que l'anomenaven Cair Legion i també Legeceaster. Agustí de Canterbury, enviat des de Roma pel papa Gregori el Gran hi va convocar un sínode per a demanar als bisbes locals que no s'apartessin de les pràctiques cristianes establertes pel Papa, però els bisbes es van mostrar contraris i van preferir obeir els reis en comptes del Papa. Al mateix temps els diferents regnes del territori estaven desunits i Chester va ser l'escenari d'una batalla entre el regne de Gal·les i els regnes anglosaxons, després de la qual les tensions van continuar fins que es van unir contra la invasió dels danesos.
El rei Æthelred de Mèrcia va ordenar la construcció de l'església de sant Joan Baptista, que més endavant esdevindria la catedral. Æthelfleda, filla d'Alfred el Gran va fer reforçar la muralla i el 907 va inaugurar una altra església dedicada a sant Pere.

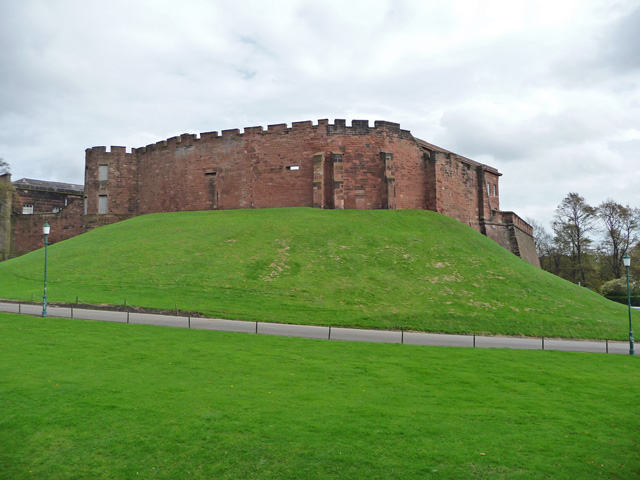
Castell de Chester

Durant la conquesta normanda de Guillem el Conqueridor el seu exèrcit va destruir 200 cases de Chester i després la ciutat va quedar sota el control d'Hugh d'Avranches, el primer comte de Chester. El rei Enric III hi va fer construir en pedra el castell l'any 1245. Durant anys va ser un enclavament defensiu contra els atacs dels gal·lesos que no acceptaven la submissió a Anglaterra i també va ser el lloc on s'aplegaven les forces militars que sortien cap a Irlanda. Segons un monjo cronista de l'abadia de sant Werburg a Chester, anomenat Lucian, la ciutat tenia un port al qual arribaven vaixells des d'Aquitània, Espanya, Irlanda i Alemanya carregats de vi i altres mercaderies. Durant el segle xiii, Chester va començar a agafar fama pel comerç de pells. Amb el pas dels segles l'estuari es va anar omplint de sediments i els vaixells només podien arribar fins a Neston, des d'on portaven les mercaderies a Chester.
El 1645, esclatada la guerra civil, els parlamentaris van assetjar la ciutat i van fer un trep a la muralla però no van aconseguir entrar. L'endemà hi va arribar el rei amb el seu exèrcit i pensava passar-hi la nit però els parlamentaris van tornar a atacar. La batalla es va allargar fins l'endemà i Carles I es va refugiar a la catedral i després va poder marxar inadvertit. Els vilatans van continuar suportant el setge deu dies més fins que la fam i la malaltia els va fer desistir.

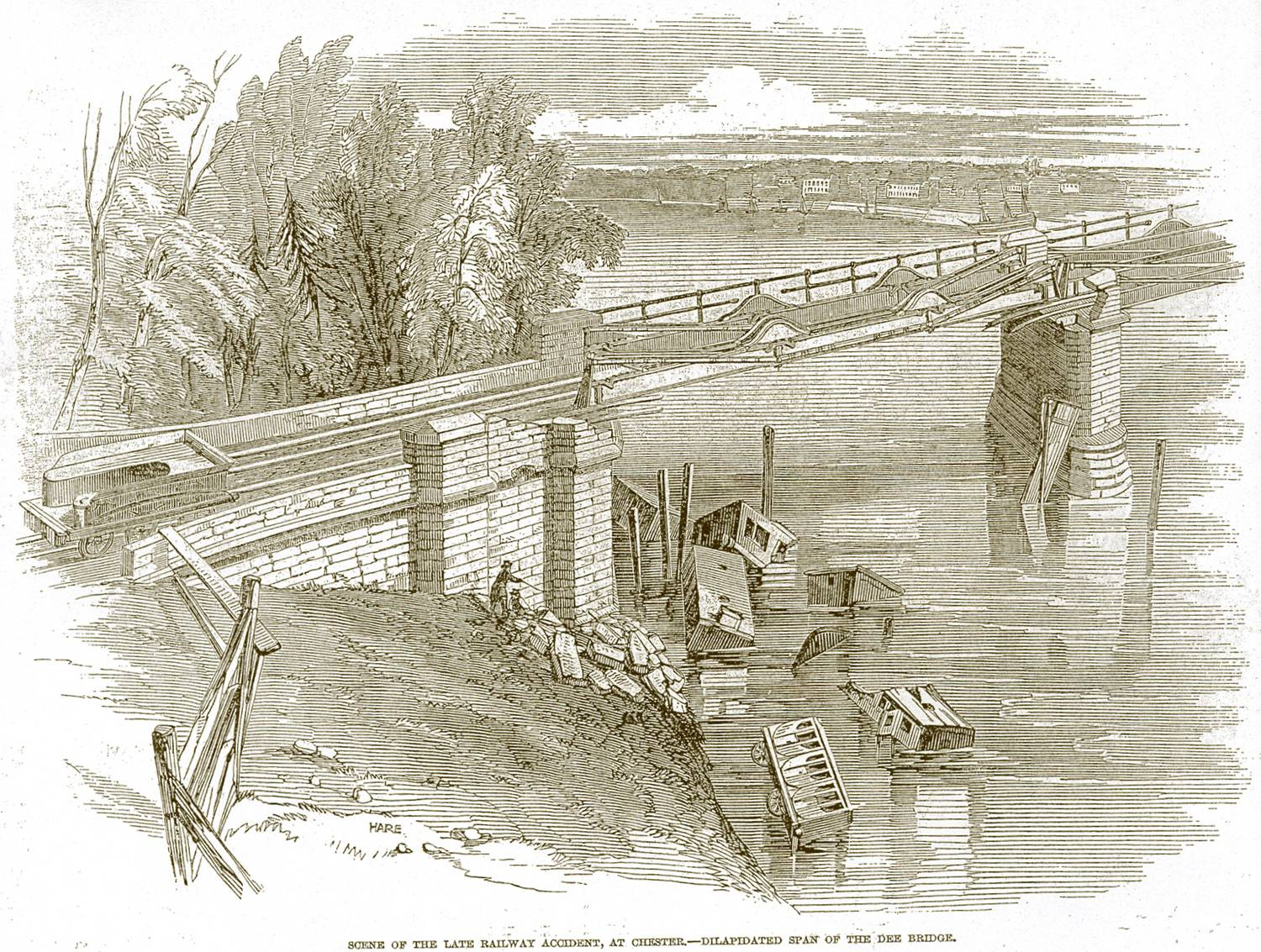
L'accident al pont de Chester, il·lustració d'un diari del 1847

Al final del segle xviii el port de Liverpool havia començat a ser escollit pels vaixells que salpaven cap a Amèrica i finalment va atreure també els vaixells de mercaderies que abans anaven a Chester. Això va afectar seriosament l'economia de la vila. En l'era georgiana es va recuperar, ja que molts aristòcrates triaven aquesta ciutat que havia estat força reconstruïda després de la guerra i tenia un aspecte net i modern. El més destacat resident, el duc de Westminster. Amb la construcció del canal de Chester s'esperava que els empresaris hi establirien indústries però no va ser així i li van posar el sobrenom de «Primer Canal Fracassat». En aquesta època s'hi va construir un pont de ferro perquè el ferrocarril passés sobre el riu, però es va esfondrar el 1847 quan passava un tren. Aquest desastre va llançar l'alarma sobre altres ponts semblants dissenyats per Robert Stephenson.
Cap al final de la Segona Guerra Mundial, hi havia manca d'habitatges i es van transformar en urbanitzades grans àrees de terres de conreu als afores de la ciutat en la dècada del 1950 i principi del 1960.

## Fills il·lustres
- John P. Cooke (1820-1865), músic compositor.

## Demografia
Al cens del 2001 tenia 118.207 habitants, que fa un 17,5% de la població total del comtat. El 2011 hi havia censades 90.524 persones vivint a l'àrea urbana de Chester, incloent Christleton, Waverton i Saltney. Es preveu que augmenti un 5% en el període del 2005 al 2021.
Als estudis estadístics de Chester el 94,7% es descriuen a si mateixos com a «blancs britànics», l'1,3% com a «blancs irlandesos», el 2% «altres menes de blanc», el 0,9% asiàtics, el 0,7% de raça mixta, el 0,3% xinesos, el 0,2% negres i 0,3% d'altres ètnies. Altre aspecte reflectit al cens és la religió dels seus habitants que és: 76,4% cristians, 14% ateus, 8,2% no responen, 0,7% musulmans, 0,1% sikhs, 0,1% jueus i 0,2% budistes.

## Economia
El principal sector econòmic de Chester és el de serveis, i molts llocs de treball estan relacionats amb el turisme, l'administració pública, l'educació, els mitjans de comunicació, la venda al detall i els serveis financers. La ciutat rep contínuament turistes tant nacionals com internacionals.

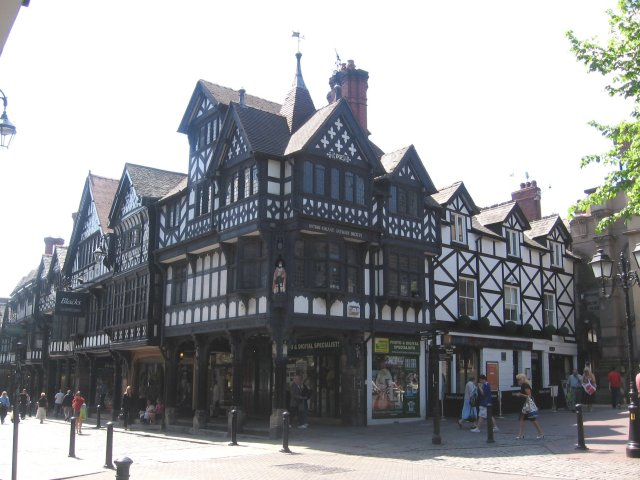
Carrer Northgate

A Chester hi ha un carrer comercial anomenat Rows on hi ha un edifici o galeria de botigues de dos pisos que data de l'època medieval, probablement el més antic d'Anglaterra. Hi ha també diverses sucursals de cadenes de botigues, un mercat cobert i dos centres comercials moderns: el Grosvenor Shopping Centre i el Forum. Hi ha un pla de reformes urbanes que inclou la demolició del Forum, a canvi es faran carrers comercials una biblioteca un aparcament, un teatre i una estació d'autobusos.
A més hi ha a Chester representació d'importants entitats financeres com: Bank of America, NFU Mutual,  HBOS plc, Virgin Money i M&S Bank. Chester té una universitat pròpia i diversos col·legis, un hospital gran, el Countess of Chester Hospital.
Just en el límit oest del municipi, en el districte de Broughton, hi ha una fàbrica d'avions, de l'empresa Airbus UK (antigament British Aerospace), que dona feina a 6.000 persones. Està especialitzada en la fabricació d'ales per a avions. Al costat hi ha unes plantes de processament d'aliments del nord i l'oest: la Iceland Frozen Food Company, situada al districte de Deeside.

## Agermanaments
Chester té relacions d'agermanament amb:
- Sens (França)
- Lörrach (Alemanya)
- Senigallia (Itàlia)

## Llocs d'interès

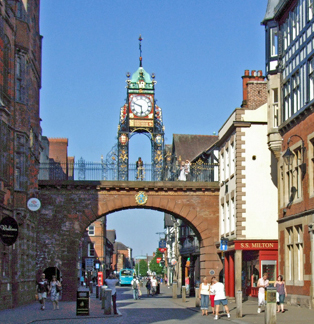
Rellotge d'East Gate

- El Grosvenor Museum. Té una col·lecció d'obres d'art i tombes romanes, amb una secció anomenada Dewa Roman Experience que reprodueix els carrers de l'antiga ciutat romana.
- L'hipòdrom. Està situat en un indret anomenat Roodee. La creu de pedra que hi ha en aquest lloc es va erigir em memòria de lady Trawst una dama que va morir en caure-li damunt una imatge de la verge Maria anomenada Holly Rood. Segons una creença popular és per això que el lloc s'anomena Roodee, però aquesta etimologia deu ser falsa, ja que el lloc es deia així segles enrere.
- L'Ajuntament o Town Hall inaugurat el 1869, dissenyat per l'arquitecte William Henry Lynn en un estil que recorda el gòtic venecià. Té un rellotge a la torre visible per tres de les seves cares.
- El rellotge de la porta est de la muralla, del 1899, encara que la porta és molt més antiga.
- El zoo, que és el més gran de la Gran Bretanya.